# Hewitt Bostock
 (janvier 2017).
Si vous disposez d'ouvrages ou d'articles de référence ou si vous connaissez des sites web de qualité traitant du thème abordé ici, merci de compléter l'article en donnant les références utiles à sa vérifiabilité et en les liant à la section « Notes et références ».
Pour les articles homonymes, voir Bostock.
Hewitt Bostock (1864-1930) est un homme politique canadien.
Il est le président du Sénat du 7 février 1922 au 28 février 1930.

## Biographie
Hewitt Bostock naquit le 31 mai 1864 à l’« Hermitage », Walton Heath, à Epsom, en Angleterre. Il était l'aîné de Samuel Bostock, qui occupait la position de châpelain et de son épouse Marian Iliff.Il eut 7 enfants, 4 filles et 3 garçons issus de son l'union avec Lizzie Jean McCombie Cowie qu'il épousa dans la ville de Surbiton en Angleterre.
Diplômé en 1885 du Trinity College, à Cambridge, avec spécialisation en mathématiques, il entreprit l’étude du droit et fut admis au barreau britannique en 1888, à Lincoln’s Inn. Au lieu d’exercer la profession d’avocat, il passa les années qui suivirent sa formation professionnelle à voyager en Amérique, en Australie, en Nouvelle-Zélande, en Chine et au Japon. Son ardeur à visiter ce que nous appelons aujourd’hui les pays du littoral du Pacifique avait de quoi surprendre, mais sa décision, en 1893, d’acheter des terres en Colombie-Britannique, à Monte Creek, découlait de la certitude qu’il avait très vite acquise du futur développement des pays orientaux et de son importance pour notre pays.
Pendant toute sa vie au Canada, Hewitt Bostock s’intéressa surtout à la mise en valeur de l’agriculture et des ressources naturelles de la Colombie-Britannique. Il bâtit à Monte Creek une ferme d’élevage et de culture des fruits et mit sur pied la Kootenay Lumber Company qu’il vendit par la suite.
Fermement acquis aux traditions politiques et juridiques anglaises, il s’intéressa à l’édition et à la politique. En 1894, il fonda le Weekly Province, à Victoria. Par la suite, il déménagea ses presses à Vancouver et y fonda avec Walter C. Nicol le Daily Province. Aux élections générales de 1896, il fut élu député de Yale-Cariboo à la Chambre des communes sous la bannière libérale, et le parti en fit l’un de ses whips.
Hewitt Bostock fut nommé au Sénat le 6 juin 1904 et y devint le leader des sénateurs libéraux en 1914. Il prit une part très active aux débats de la Chambre haute, surtout pendant les séances orageuses au cours desquelles, pendant la guerre, le Sénat étudia des projets de loi comme le bill sur la marine de 1913, la question du droit de vote des militaires, la Loi sur les élections en temps de guerre et la Loi sur le service militaire. Il refusa cependant d’appuyer Sir Wilfrid Laurier dans son opposition à la conscription ou au gouvernement d’Union, et il fit une campagne active dans l’Ouest du Canada pour promouvoir le gouvernement d’Union, qui fut réélu aux élections de 1917.
En décembre 1921, le sénateur Bostock fut nommé ministre des Travaux publics au sein du gouvernement Makenzie King. Il fut nommé à la présidence du Sénat le 7 février 1922. En 1923, il fut choisi parmi les représentants du gouvernement canadien pour accueillir le président Harding des États-Unis lors de sa visite à Vancouver. Il représenta de nouveau le gouvernement en 1925 lors de la Sixième Assemblée de la Société des Nations tenue à Genève, et il fit partie des première et troisième commissions.
Le sénateur Bostock mourut d'urémie  à son poste le 28 avril 1930 et fut enterré dans le cimetière familial à Monte Creek. Selon un contemporain, il fut le président du Sénat le plus dévoué, le plus obligeant et le plus courtois[réf. nécessaire]. En 1932 une montagne reçut en son honneur le nom de Hewitt Bostock